# Tommaso Nencini
Tommaso Nencini (Florence, 10 september 2000) is een Italiaans wielrenner.

## Carrière
In 2025 werd Nencini prof bij Team Solution Tech-Vini Fantini. Zijn debuut voor de ploeg maakte hij in de GP La Marseillaise. In maart maakte hij zijn debuut in de UCI World Tour, toen hij aan de start stond van Milaan-Sanremo. In La Primavera maakte hij deel uit van de vroege vlucht alvorens de finish niet te halen.

## Palmares

### Resultaten in voornaamste wedstrijden
| Jaar | Milaan-San Remo |
| ---- | --------------- |
| 2025 | opgave          |

## Ploegen
- 2024 –  Zalf Euromobil Fior
- 2025 –  Team Solution Tech-Vini Fantini